# Alfred Lion
Pour les articles homonymes, voir Lion (homonymie).
Alfred Lion (né le 21 avril 1908 – mort le 2 février 1987) est un producteur musical américain, cofondateur en 1939 du label discographique jazz Blue Note Records.

## Biographie
Alfred Loew de son vrai nom, Alfred Lion naît en Allemagne en 1908.
Il voyage aux États-Unis en 1930 et s'y établit en 1938 pour fuir l'Allemagne nazie,,.
Au début de l'année 1939, il fonde le label discographique Blue Note Records avec l'écrivain Max Margulis (1907-1996). Peu après, Francis Wolff (1907-1971), photographe et ami de Lion, parti d'Allemagne, rejoint le label.
Margulis quitte le label au milieu des années 1940.